# ناک-ناک (بازی ویدئویی)
ناک-ناک یا تق‌تق (روسی: Тук-тук-тук، آوانگاری Tuk-tuk-tuk؛ IPA: [tuk tuk tuk]) بازی ویدئویی ترس و بقا می‌باشد که توسط استودیوی روسی آیس-پیک لودج توسعه‌یافته و در سال ۲۰۱۳ منتشر شده‌است. وقایع بازی درون یک محیط ۲.۵ بعدی پهلو-پیمایشی جریان دارند.